# 2. ŽNL Osječko-baranjska NS Đakovo 2009./10.
Ligu je osvojio NK Torpedo Kuševac, i u kvalifikacijama za 1. ŽNL Osječko-baranjsku izborio plasman u viši rang. Iz lige je u 3. ŽNL Osječko-baranjsku ispao NK Labrador Forkuševci.

## Tablica
| Mj. | Klub                             | Sus. | Pobj. | Ner. | Por. | GR.   | Bod. |
| --- | -------------------------------- | ---- | ----- | ---- | ---- | ----- | ---- |
| 1.  | NK Torpedo Kuševac               | 30   | 20    | 6    | 4    | 83:37 | 66   |
| 2.  | NK Omladinac Đakovački Josipovac | 30   | 18    | 6    | 6    | 71:37 | 60   |
| 3.  | NK Polet Semeljci                | 30   | 16    | 3    | 11   | 84:53 | 51   |
| 4.  | NK HOŠK Gašinci                  | 30   | 13    | 7    | 10   | 62:48 | 46   |
| 5.  | NK Ovčara Kondrić                | 30   | 12    | 8    | 10   | 55:47 | 44   |
| 6.  | NK Radnički Viškovci             | 30   | 12    | 5    | 13   | 53:56 | 41   |
| 7.  | NK Ratar Piškorevci              | 30   | 12    | 5    | 13   | 58:66 | 41   |
| 8.  | NK Velebit Potnjani              | 30   | 11    | 6    | 13   | 47:64 | 39   |
| 9.  | NK Hajduk Široko Polje           | 30   | 11    | 5    | 14   | 50:60 | 38   |
| 10. | NK Omladinac Đakovački Selci     | 30   | 12    | 2    | 16   | 61:76 | 38   |
| 11. | NK Slavonija Punitovci           | 30   | 9     | 10   | 11   | 52:52 | 37   |
| 12. | NK Šokadija Strizivojna          | 30   | 11    | 4    | 15   | 52:61 | 37   |
| 13. | NK Dinamo Trnava                 | 30   | 10    | 6    | 14   | 45:68 | 36   |
| 14. | NK Sloga Koritna                 | 30   | 11    | 2    | 17   | 45:64 | 35   |
| 15. | NK Slavonija Budrovci            | 30   | 9     | 7    | 14   | 47:58 | 34   |
| 16. | NK Labrador Forkuševci           | 30   | 9     | 6    | 15   | 47:65 | 33   |

## Rezultati
| NK Omladinac Đakovački Josipovac - NK Hajduk Široko Polje 6:0 NK Velebit Potnjani - NK Sloga Koritna 6:2 NK Polet Semeljci - NK Ratar Piškorevci 4:2 NK Dinamo Trnava - NK Torpedo Kuševac 1:3 NK Šokadija Strizivojna - NK Slavonija Punitovci 1:0 NK Omladinac Đakovački Selci - NK Labrador Forkuševci 4:2 NK Radnički Viškovci - NK Ovčara Kondrić 1:3 NK HOŠK Gašinci - NK Slavonija Budrovci 1:1 | NK Sloga Koritna - NK Omladinac Đakovački Selci 2:4 NK Slavonija Budrovci - NK Labrador Forkuševci 1:2 NK Ovčara Kondrić - NK Šokadija Strizivojna 4:1 NK Torpedo Kuševac - NK Velebit Potnjani 4:0 NK Slavonija Punitovci - NK Omladinac Đakovački Josipovac 1:1 NK HOŠK Gašinci - NK Polet Semeljci 1:2 NK Ratar Piškorevci - NK Radnički Viškovci 1:2 NK Hajduk Široko Polje - NK Dinamo Trnava 1:0 | NK Šokadija Strizivojna - NK Ratar Piškorevci 7:2 NK Radnički Viškovci - NK HOŠK Gašinci 2:2 NK Polet Semeljci - NK Slavonija Budrovci 4:0 NK Velebit Potnjani - NK Hajduk Široko Polje 0:2 NK Dinamo Trnava - NK Slavonija Punitovci 2:2 NK Omladinac Đakovački Josipovac - NK Ovčara Kondrić 4:2 NK Omladinac Đakovački Selci - NK Torpedo Kuševac 4:1 NK Labrador Forkuševci - NK Sloga Koritna 4:0 |
| NK Torpedo Kuševac - NK Labrador Forkuševci 5:3 NK Hajduk Široko Polje - NK Omladinac Đakovački Selci 3:1 NK Ratar Piškorevci - NK Omladinac Đakovački Josipovac 6:1 NK Slavonija Budrovci - NK Sloga Koritna 0:3 NK Ovčara Kondrić - NK Dinamo Trnava 1:1 NK Slavonija Punitovci - NK Velebit Potnjani 4:0 NK HOŠK Gašinci - NK Šokadija Strizivojna 1:0 NK Polet Semeljci - NK Radnički Viškovci 3:1 | NK Omladinac Đakovački Selci - NK Slavonija Punitovci 5:2 NK Omladinac Đakovački Josipovac - NK HOŠK Gašinci 3:1 NK Šokadija Strizivojna - NK Polet Semeljci 0:4 NK Radnički Viškovci - NK Slavonija Budrovci 5:2 NK Labrador Forkuševci - NK Hajduk Široko Polje 1:0 NK Dinamo Trnava - NK Ratar Piškorevci 0:0 NK Velebit Potnjani - NK Ovčara Kondrić 1:3 NK Sloga Koritna - NK Torpedo Kuševac 1:2 | NK Hajduk Široko Polje - NK Sloga Koritna 0:4 NK Slavonija Punitovci - NK Labrador Forkuševci 2:2 NK HOŠK Gašinci - NK Dinamo Trnava 8:0 NK Slavonija Budrovci - NK Torpedo Kuševac 1:4 NK Ratar Piškorevci - NK Velebit Potnjani 4:2 NK Ovčara Kondrić - NK Omladinac Đakovački Selci 5:1 NK Polet Semeljci - NK Omladinac Đakovački Josipovac 2:4 NK Radnički Viškovci - NK Šokadija Strizivojna 0:1 |
| NK Dinamo Trnava - NK Polet Semeljci 1:4 NK Omladinac Đakovački Josipovac - NK Radnički Viškovci 6:0 NK Šokadija Strizivojna - NK Slavonija Budrovci 2:1 NK Labrador Forkuševci - NK Ovčara Kondrić 1:1 NK Velebit Potnjani - NK HOŠK Gašinci 1:0 NK Omladinac Đakovački Selci - NK Ratar Piškorevci 2:1 NK Torpedo Kuševac - NK Hajduk Široko Polje 4:0 NK Sloga Koritna - NK Slavonija Punitovci 0:0 | NK Slavonija Punitovci - NK Torpedo Kuševac 0:0 NK Ovčara Kondrić - NK Sloga Koritna 4:1 NK Polet Semeljci - NK Velebit Potnjani 7:0 NK Slavonija Budrovci - NK Hajduk Široko Polje 3:2 NK HOŠK Gašinci - NK Omladinac Đakovački Selci 2:1 NK Ratar Piškorevci - NK Labrador Forkuševci 1:1 NK Radnički Viškovci - NK Dinamo Trnava 4:0 NK Šokadija Strizivojna - NK Omladinac Đakovački Josipovac 1:2 | NK Dinamo Trnava - NK Šokadija Strizivojna 2:2 NK Omladinac Đakovački Josipovac - NK Slavonija Budrovci 4:1 NK Sloga Koritna - NK Ratar Piškorevci 3:1 NK Velebit Potnjani - NK Radnički Viškovci 0:0 NK Labrador Forkuševci - NK HOŠK Gašinci 0:2 NK Hajduk Široko Polje - NK Slavonija Punitovci 3:1 NK Torpedo Kuševac - NK Ovčara Kondrić 0:0 NK Omladinac Đakovački Selci - NK Polet Semeljci 4:0 |
| NK Ovčara Kondrić - NK Hajduk Široko Polje 4:0 NK Ratar Piškorevci - NK Torpedo Kuševac 1:1 NK Radnički Viškovci - NK Omladinac Đakovački Selci 3:0 NK Slavonija Budrovci - NK Slavonija Punitovci 2:3 NK HOŠK Gašinci - NK Sloga Koritna 3:0 NK Polet Semeljci - NK Labrador Forkuševci 7:0 NK Šokadija Strizivojna - NK Velebit Potnjani 4:0 NK Omladinac Đakovački Josipovac - NK Dinamo Trnava 0:1 | NK Velebit Potnjani - NK Omladinac Đakovački Josipovac 1:1 NK Omladinac Đakovački Selci - NK Šokadija Strizivojna 2:0 NK Torpedo Kuševac - NK HOŠK Gašinci 3:1 NK Dinamo Trnava - NK Slavonija Budrovci 3:1 NK Sloga Koritna - NK Polet Semeljci 1:2 NK Labrador Forkuševci - NK Radnički Viškovci 0:3 NK Hajduk Široko Polje - NK Ratar Piškorevci 4:2 NK Slavonija Punitovci - NK Ovčara Kondrić 1:1 | NK Šokadija Strizivojna - NK Labrador Forkuševci 4:1 NK Slavonija Budrovci - NK Ovčara Kondrić 5:2 NK Ratar Piškorevci - NK Slavonija Punitovci 3:1 NK HOŠK Gašinci - NK Hajduk Široko Polje 3:2 NK Omladinac Đakovački Josipovac - NK Omladinac Đakovački Selci 1:3 NK Polet Semeljci - NK Torpedo Kuševac 2:0 NK Radnički Viškovci - NK Sloga Koritna 3:2 NK Dinamo Trnava - NK Velebit Potnjani 1:1 |
| NK Labrador Forkuševci - NK Omladinac Đakovački Josipovac 2:3 NK Omladinac Đakovački Selci - NK Dinamo Trnava 4:0 NK Velebit Potnjani - NK Slavonija Budrovci 0:0 NK Hajduk Široko Polje - NK Polet Semeljci 0:0 NK Torpedo Kuševac - NK Radnički Viškovci 1:2 NK Sloga Koritna - NK Šokadija Strizivojna 1:3 NK Ovčara Kondrić - NK Ratar Piškorevci 1:2 NK Slavonija Punitovci - NK HOŠK Gašinci 1:2 | NK HOŠK Gašinci - NK Ovčara Kondrić 2:2 NK Slavonija Budrovci - NK Ratar Piškorevci 1:3 NK Omladinac Đakovački Josipovac - NK Sloga Koritna 3:0 NK Radnički Viškovci - NK Hajduk Široko Polje 3:1 NK Šokadija Strizivojna - NK Torpedo Kuševac 2:2 NK Velebit Potnjani - NK Omladinac Đakovački Selci 2:2 NK Dinamo Trnava - NK Labrador Forkuševci 3:2 NK Polet Semeljci - NK Slavonija Punitovci 7:2 | NK Slavonija Punitovci - NK Radnički Viškovci 2:1 NK Omladinac Đakovački Selci - NK Slavonija Budrovci 5:0 NK Hajduk Široko Polje - NK Šokadija Strizivojna 6:2 NK Torpedo Kuševac - NK Omladinac Đakovački Josipovac 2:2 NK Ovčara Kondrić - NK Polet Semeljci 0:5 NK Ratar Piškorevci - NK HOŠK Gašinci 4:1 NK Labrador Forkuševci - NK Velebit Potnjani 5:1 NK Sloga Koritna - NK Dinamo Trnava 3:0 |
| NK Torpedo Kuševac - NK Dinamo Trnava 3:0 NK Slavonija Budrovci - NK HOŠK Gašinci 1:1 NK Hajduk Široko Polje - NK Omladinac Đakovački Josipovac 3:3 NK Labrador Forkuševci - NK Omladinac Đakovački Selci 2:0 NK Sloga Koritna - NK Velebit Potnjani 4:3 NK Slavonija Punitovci - NK Šokadija Strizivojna 0:0 NK Ratar Piškorevci - NK Polet Semeljci 3:2 NK Ovčara Kondrić - NK Radnički Viškovci 0:0 | NK Šokadija Strizivojna - NK Ovčara Kondrić 1:4 NK Labrador Forkuševci - NK Slavonija Budrovci 0:0 NK Omladinac Đakovački Josipovac - NK Slavonija Punitovci 0:0 NK Dinamo Trnava - NK Hajduk Široko Polje 1:1 NK Radnički Viškovci - NK Ratar Piškorevci 3:0 NK Polet Semeljci - NK HOŠK Gašinci 2:1 NK Omladinac Đakovački Selci - NK Sloga Koritna 0:0 NK Velebit Potnjani - NK Torpedo Kuševac 1:3 | NK Hajduk Široko Polje - NK Velebit Potnjani 1:1 NK Slavonija Budrovci - NK Polet Semeljci 4:0 NK Slavonija Punitovci - NK Dinamo Trnava 3:2 NK Ovčara Kondrić - NK Omladinac Đakovački Josipovac 1:0 NK Torpedo Kuševac - NK Omladinac Đakovački Selci 4:1 NK Sloga Koritna - NK Labrador Forkuševci 2:0 NK HOŠK Gašinci - NK Radnički Viškovci 3:2 NK Ratar Piškorevci - NK Šokadija Strizivojna 3:2 |
| NK Labrador Forkuševci - NK Torpedo Kuševac 0:5 NK Omladinac Đakovački Selci - NK Hajduk Široko Polje 1:3 NK Šokadija Strizivojna - NK HOŠK Gašinci 1:1 NK Velebit Potnjani - NK Slavonija Punitovci 2:1 NK Dinamo Trnava - NK Ovčara Kondrić 2:1 NK Radnički Viškovci - NK Polet Semeljci 2:2 NK Omladinac Đakovački Josipovac - NK Ratar Piškorevci 2:0 NK Sloga Koritna - NK Slavonija Budrovci 2:3 | NK Slavonija Budrovci - NK Radnički Viškovci 5:0 NK Slavonija Punitovci - NK Omladinac Đakovački Selci 6:1 NK Ratar Piškorevci - NK Dinamo Trnava 4:1 NK Ovčara Kondrić - NK Velebit Potnjani 1:2 NK Torpedo Kuševac - NK Sloga Koritna 5:0 NK Hajduk Široko Polje - NK Labrador Forkuševci 1:4 NK HOŠK Gašinci - NK Omladinac Đakovački Josipovac 1:1 NK Polet Semeljci - NK Šokadija Strizivojna 3:0 | NK Šokadija Strizivojna - NK Radnički Viškovci 3:0 NK Sloga Koritna - NK Hajduk Široko Polje 2:0 NK Labrador Forkuševci - NK Slavonija Punitovci 2:1 NK Velebit Potnjani - NK Ratar Piškorevci 1:0 NK Dinamo Trnava - NK HOŠK Gašinci 2:1 NK Torpedo Kuševac - NK Slavonija Budrovci 3:1 NK Omladinac Đakovački Josipovac - NK Polet Semeljci 2:1 NK Omladinac Đakovački Selci - NK Ovčara Kondrić 4:2 |
| NK Hajduk Široko Polje - NK Torpedo Kuševac 1:2 NK Slavonija Punitovci - NK Sloga Koritna 3:1 NK Polet Semeljci - NK Dinamo Trnava 6:0 NK Radnički Viškovci - NK Omladinac Đakovački Josipovac 1:3 NK Slavonija Budrovci - NK Šokadija Strizivojna 1:0 NK Ovčara Kondrić - NK Labrador Forkuševci 1:0 NK Ratar Piškorevci - NK Omladinac Đakovački Selci 3:1 NK HOŠK Gašinci - NK Velebit Potnjani 4:3 | NK Dinamo Trnava - NK Radnički Viškovci 3:2 NK Omladinac Đakovački Josipovac - NK Šokadija Strizivojna 3:1 NK Torpedo Kuševac - NK Slavonija Punitovci 4:1 NK Sloga Koritna - NK Ovčara Kondrić 0:1 NK Velebit Potnjani - NK Polet Semeljci 4:0 NK Hajduk Široko Polje - NK Slavonija Budrovci 0:0 NK Omladinac Đakovački Selci - NK HOŠK Gašinci 5:3 NK Labrador Forkuševci - NK Ratar Piškorevci 2:2 | NK Ovčara Kondrić - NK Torpedo Kuševac 0:3 NK Slavonija Punitovci - NK Hajduk Široko Polje 3:1 NK Šokadija Strizivojna - NK Dinamo Trnava 1:4 NK Radnički Viškovci - NK Velebit Potnjani 1:2 NK Ratar Piškorevci - NK Sloga Koritna 3:0 NK Slavonija Budrovci - NK Omladinac Đakovački Josipovac 2:4 NK HOŠK Gašinci - NK Labrador Forkuševci 2:0 NK Polet Semeljci - NK Omladinac Đakovački Selci 6:2 |
| NK Velebit Potnjani - NK Šokadija Strizivojna 2:0 NK Dinamo Trnava - NK Omladinac Đakovački Josipovac 2:1 NK Hajduk Široko Polje - NK Ovčara Kondrić 4:3 NK Torpedo Kuševac - NK Ratar Piškorevci 4:2 NK Omladinac Đakovački Selci - NK Radnički Viškovci 2:4 NK Slavonija Punitovci - NK Slavonija Budrovci 1:1 NK Labrador Forkuševci - NK Polet Semeljci 1:1 NK Sloga Koritna - NK HOŠK Gašinci 3:1 | NK Polet Semeljci - NK Sloga Koritna 2:3 NK Radnički Viškovci - NK Labrador Forkuševci 4:1 NK HOŠK Gašinci - NK Torpedo Kuševac 2:3 NK Slavonija Budrovci - NK Dinamo Trnava 3:0 NK Omladinac Đakovački Josipovac - NK Velebit Potnjani 2:0 NK Šokadija Strizivojna - NK Omladinac Đakovački Selci 5:1 NK Ovčara Kondrić - NK Slavonija Punitovci 1:0 NK Ratar Piškorevci - NK Hajduk Široko Polje 1:4 | NK Omladinac Đakovački Selci - NK Omladinac Đakovački Josipovac 0:3 NK Velebit Potnjani - NK Dinamo Trnava 3:2 NK Slavonija Punitovci - NK Ratar Piškorevci 4:1 NK Hajduk Široko Polje - NK HOŠK Gašinci 0:1 NK Labrador Forkuševci - NK Šokadija Strizivojna 3:1 NK Ovčara Kondrić - NK Slavonija Budrovci 1:1 NK Sloga Koritna - NK Radnički Viškovci 2:0 NK Torpedo Kuševac - NK Polet Semeljci 5:3 |
| NK Slavonija Budrovci - NK Velebit Potnjani 2:1 NK Polet Semeljci - NK Hajduk Široko Polje 0:1 NK Radnički Viškovci - NK Torpedo Kuševac 1:1 NK Šokadija Strizivojna - NK Sloga Koritna 2:1 NK HOŠK Gašinci - NK Slavonija Punitovci 3:3 NK Ratar Piškorevci - NK Ovčara Kondrić 1:1 NK Dinamo Trnava - NK Omladinac Đakovački Selci 6:1 NK Omladinac Đakovački Josipovac - NK Labrador Forkuševci 3:0 | NK Sloga Koritna - NK Omladinac Đakovački Josipovac 2:1 NK Ratar Piškorevci - NK Slavonija Budrovci 2:1 NK Torpedo Kuševac - NK Šokadija Strizivojna 6:2 NK Hajduk Široko Polje - NK Radnički Viškovci 5:1 NK Labrador Forkuševci - NK Dinamo Trnava 2:0 NK Omladinac Đakovački Selci - NK Velebit Potnjani 0:2 NK Ovčara Kondrić - NK HOŠK Gašinci 0:1 NK Slavonija Punitovci - NK Polet Semeljci 4:1 | NK Radnički Viškovci - NK Slavonija Punitovci 2:0 NK Slavonija Budrovci - NK Omladinac Đakovački Selci 3:0 NK Šokadija Strizivojna - NK Hajduk Široko Polje 3:1 NK Omladinac Đakovački Josipovac - NK Torpedo Kuševac 2:0 NK Polet Semeljci - NK Ovčara Kondrić 2:5 NK HOŠK Gašinci - NK Ratar Piškorevci 7:0 NK Velebit Potnjani - NK Labrador Forkuševci 5:4 NK Dinamo Trnava - NK Sloga Koritna 5:0 |

## Kvalifikacije za 1. ŽNL Osječko-baranjsku
NK Lađanska - NK Torpedo Kuševac 1:5
NK Torpedo Kuševac - NK Lađanska 5:1
U 1. ŽNL Osječko-baranjsku se plasirao NK Torpedo Kuševac.